# PHF24
PHF24 (англ. PHD finger protein 24) – білок, який кодується однойменним геном, розташованим у людей на 9-й хромосомі. Довжина поліпептидного ланцюга білка становить 400 амінокислот, а молекулярна маса — 45 192.
| 10         |  | 20         |  | 30         |  | 40         |  | 50         |
| ---------- |  | ---------- |  | ---------- |  | ---------- |  | ---------- |
| MGVLMSKRQT |  | VEQVQKVSLA |  | VSAFKDGLRD |  | RPSIRRTGEL |  | PGSRRGTVEG |
| SVQEVQEEKE |  | AEAGTSVVQE |  | ESSAGRAAWE |  | RLRDGRGVEP |  | EEFDRTSRFT |
| PPAFIRPTRK |  | LDDDKPPEIC |  | LEPREPVVND |  | EMCDVCEVWT |  | AESLFPCRVC |
| TRVFHDGCLR |  | RMGYIQGDSA |  | AEVTEMAHTE |  | TGWSCHYCDN |  | INLLLTEEEM |
| YSLTETFQRC |  | KVIPDCSLTL |  | EDFLRYRHQA |  | AKRGDRDRAL |  | SEEQEEQAAR |
| QFAALDPEHR |  | GHIEWPDFLS |  | HESLLLLQQL |  | RPQNSLLRLL |  | TVKERERARA |
| AFLARGSGST |  | VSEAECRRAQ |  | HSWFCKRFPE |  | APSCSVSISH |  | VGPIADSSPA |
| SSSSKSQDKT |  | LLPTEQESRF |  | VDWPTFLQEN |  | VLYILAARPN |  | SAAIHLKPPG |
|            |  |            |  |            |  |            |  |            |

A: Аланін

C: Цистеїн

D: Аспарагінова кислота

E: Глутамінова кислота

F: Фенілаланін

G: Гліцин

H: Гістидин

I: Ізолейцин

K: Лізин

L: Лейцин

M: Метіонін

N: Аспарагін

P: Пролін

Q: Глутамін

R: Аргінін

S: Серин

T: Треонін

V: Валін

W: Триптофан

Кодований геном білок за функціями належить до фосфопротеїнів, ліпопротеїнів. 
Задіяний у такому біологічному процесі, як метилювання. 
Білок має сайт для зв'язування з іонами металів, іоном цинку. 